# TAMSK
TAMSK je abstraktní desková hra pro dva hráče z roku 1998, která byla 2. hrou GIPF projektu až do konce roku 2007, kdy byla z GIPF projektu vyřazena a její místo zaujala hra TZAAR. Autorem všech her projektu je Kris Burm z Belgie.

## Pravidla
TAMSK je možné hrát ve třech variantách: bez časového limitu, s časovým limitem a s limitem na tah.

### Herní komponenty
- hrací deska ve tvaru rovnostranného šestiúhelníku s 37 políčky (každá strana má délku 4 políčka), která jsou tvořena krátkou dutou trubičkou vyčnívající z desky
- 3 červené a 3 černé malé přesýpací hodiny s pískem na 3 minuty, které hráči během hry zasouvají do trubiček v políčkách
- 1 neutrální přesýpací hodiny s pískem na 15 sekund, které se používají k omezení času na jeden tah
- 64 kroužků, které hráči během hry nasazují na trubičky v políčkách
- 2 držáky, na nichž mají hráči umístěny své dosud nenasazené kroužky

### Příprava hry
Jeden z hráčů má červenou barvu, druhý černou. Každý si vezme 3 přesýpací hodiny ve své barvě. Hráči umístí své hodiny na rohová políčka desky tak, aby se střídaly červené a černé. Každý hráč si také vezme držák na kroužky a uloží na něm 32 svých kroužků.
Hru začíná červený, pak se oba hráči v tazích střídají.

### Průběh tahu
- Každý hráč ve svém tahu přesune jedny svoje přesýpací hodiny na kterékoli sousední volné políčko a nasadí na ně jeden ze svých nenasazených kroužků.
- Jestliže hráč zapomene nasadit kroužek a soupeř si toho všimne, může na přesunuté přesýpací hodiny nasadit jeden ze svých kroužků on sám ještě před svým tahem.
- Trubičky vyčnívající z políček mají různou výšku. Na okrajová políčka se vejde jen jeden kroužek, směrem ke středu se výška trubiček zvyšuje, až na prostřední políčko se vejdou 4 kroužky. Je zakázáno přesunout hodiny na políčko, na kterém jsou již nasazeny všechny kroužky, které se na ně vejdou. Udělá-li to některý z hráčů, okamžitě prohrává.
- Nemůže-li hráč učinit tah, vynechá tah bez náhrady.

### Konec hry
Hra končí ve chvíli, kdy ani jeden hráč již nemůže táhnout. Vítězem se stává hráč, kterému zbylo méně nenasazených kroužků. Zbyl-li oběma hráčům stejný počet, hra končí remízou.

## Pravidla hry s časovým limitem
Od základních pravidel se liší rozběhnutím přesýpacích hodin:
- Po umístění na desku před začátkem hry se všechny hodiny nechají doběhnout, až bude písek přesypán.
- Každý hráč musí v prvních třech svých tazích táhnout všemi třemi svými hodinami.
- Poté, co hráč táhne hodinami, je otočí. Důsledkem je, že po prvních třech tazích každého hráče budou všechny hodiny běžet. Hráč musí vykonat tah rychle a nesmí úmyslně zadržovat své hodiny v horizontální poloze.
- Hráč musí nasadit kroužek ihned bez váhání po přesunu hodin, jinak toto právo ztrácí a kroužek na jeho hodiny smí nasadit soupeř. Soupeř smí zahájit tah ještě předtím, než hráč nasadil kroužek, ale s nasazením vlastního kroužku musí počkat, až kroužek nasadí první hráč.
- Je zakázáno táhnout s hodinami, které již doběhly.
- Hráči by neměli přemýšlet nad tahem déle než 15 sekund.
- Hra nemůže skončit remízou. Mají-li oba hráči na konci hry stejný počet kroužků, odstraní z desky všechny hodiny, které již doběhly, a čekají na doběhnutí ostatních. Pokaždé, když hodiny doběhnou, jsou odstraněny. Vítězem se stává hráč, jehož hodiny zůstaly na desce jako poslední. Pokud poslední hodiny obou hráčů doběhnou ve stejném okamžiku, vítězem bude hráč, jehož hodiny zůstaly jako předposlední.

## Pravidla hry s časovým limitem na tah
Hraje se stejně jako hra s časovým limitem, ale přidávají se ještě 15sekundové hodiny, které mohou hráči používat, aby donutili soupeře táhnout do 15 sekund.
- Na začátku hry černý hráč rozhodne, zda budou 15sekundové hodiny umístěny vlevo nebo vpravo od desky.
- Hráč může tyto hodiny otočit během soupeřova tahu, pokud je v nich všechen písek již přesypán.
- Pokud hráč zahájí, ale nedokončí svůj tah dříve, než se hodiny přesypou, soupeř může ve svém následujícím tahu nasadit dva své kroužky (druhý nasazuje na libovolné políčko, které ještě neobsahuje maximální možný počet, bez ohledu na to, zda na něm jsou hodiny a jaké barvy). Jestliže svůj tah do té doby ani nezahájí, pak ztrácí tah a soupeř ve svém příštím tahu může nasadit dva kroužky.

## Varianta
Namísto umístění všech hodin na desku před začátkem hry mohou hráči umístit své hodiny v prvních třech svých tazích na kterákoli volná políčka a ihned na ně nasadit kroužek.